# 浮生六劫
《浮生六劫》（英語：Gone With the Wind）為香港麗的電視在1980年2月首播的一齣電視劇集，全劇共76集。是麗的電視繼《變色龍》劇集之後另一個收視高峰，下開九月「千帆並舉」攻勢，以《大地恩情之家在珠江》一劇使無綫電視劇集《輪流傳》腰斬。
本劇以1950年至1970年代的香港作為歷史背景，當時香港尚是一個難民社會，大部分居民都是因為國共內戰以及逃避中華人民共和國成立後一連串政治事件而來，時局相當動盪，不少市井人民力爭上游，劇中主角程瑞祥由難民一名，身無分文，但生性好酒，更在大醉之下將自己妻子以五十元賣給別人。後來變成企業家，即為一例。劇情又輔以本地主要的廣東人，與1949年後、帶著大批現金流亡香港的上海人的鬥爭穿插其中。劇中每個角色的遭遇，都可能是每一個香港人的寫照，亦可謂道盡了香港人的心聲。

## 劇情簡介
1949年，程瑞祥 (岳華飾) 攜妻林麗卿 (梁淑莊飾) 從中國內地來香港途中，因醉酒將有身孕的老婆以五十蚊賣掉，其後甚為後悔。瑞祥來港後以抬轎、拉人力車為生。六年後先後遇上趙大年 (良鳴飾) 與上海大亨車月亭 (平凡飾) ，但在一次走私事件中，大年被充軍帝汶島，於是瑞祥肩負起撫養大年兒子趙振鵬 (劉志榮飾) 之責任。
因此事故，瑞祥得月亭之信任，委以要職，並與鄭帶好 (周慧娟飾) 結婚。經過十年艱苦努力，瑞祥事業穏固，脫離月亭自立門戶，但在感情上起波折，先是帶好挾帶私逃，後重遇前妻麗卿而復合並拒絕月亭二女車滬生 (馬敏兒飾) 之愛。1973年麗卿病死，瑞祥事業出現危機，再向滬生展開追求。然而滬生此時已情定蔡靖康 (萬梓良飾) ，拒絕瑞祥。瑞祥欲重振事業，終炒股導致破產。月亭被振鵬與長女車京生 (魏秋樺飾) 逼害，後來更被振鵬殺害，車家家散人亡。瑞祥亦因瞞騙伍思華 (陳秀雯飾) 的身世而眾叛親離，最後打回原形，鬱鬱而終。

## 主要演員
- 岳華 飾 程瑞祥
- 梁淑莊 飾 林麗卿
- 周慧娟 飾 鄭帶好
- 平凡 飾 車月亭
- 柳影虹 飾 沈曼芳
- 魏秋樺 飾 車京生
- 馬敏兒 飾 車滬生
- 張國榮 飾 車穗生
- 陳秀雯 飾 伍思華
- 劉志榮 飾 趙振鵬
- 萬梓良 飾 蔡靖康
- 良鳴 飾 趙大年
- 黎宣 飾 蔡黃露茜
- 劉江 飾 伍培
- 甘山 飾 彪叔
- 鄭均寧 飾 車京生 (童年)
- 謝敏兒 飾 車滬生 (童年)
- 楊忠民 飾 車穗生 (童年)
- 汪偉 飾 趙振鵬 (童年)
- 洪國華 飾 美姑
- 馬宗德 飾 阿炳
- 譚一清 飾 雄哥
- 陳寶儀 飾 梁慧雲
- 周俊明  飾 林兆龍
- 林偉祺 飾 大藏
- 伍淑霞 飾 王媽
- 小麒麟 飾 陳伍
- 蕭山仁 飾 泉叔
- 許英秀 飾 蜑家伯
- 吳回 飾 馬德
- 金彪 飾 鍾伯
- 王琛 飾 老張
- 顏國樑 飾 顏律師

## 本劇特色
劇中飾演上海幫大老車月亭（平凡飾）幼子車穗生的已故巨星張國榮，在劇中以演出優雅舉止、憤世疾俗的富家子弟而嶄露頭角，受更多人賞識，而此劇集亦可視為張國榮前期的代表作之一。
另外，此劇集編劇刻劃人性方面相當深刻，戲味極強，而且具有警世說教意味，使該劇集歷久常新，直至2006年中重播《浮》劇，竟令不少香港網上討論區熱烈討論。此劇故事策劃蕭若元具有編劇聖手之稱，亦曾撰寫不少膾炙人口的電視劇；而本劇策劃徐正康在2000年監製的無綫電視劇集《男親女愛》至今仍是本土電視劇集收視冠軍，紀錄仍未打破。

## 劇集歌曲
- 主題曲：《浮生六劫》
  - 主唱：葉振棠
  - 作曲：黎小田
  - 填詞：盧國沾
  - 編曲：奧金寶
- 插曲：《戲劇人生》
  - 主唱：葉振棠
  - 作曲：黎小田
  - 填詞：盧國沾
  - 編曲：奧金寶

由於插曲《戲劇人生》一曲歌詞中不乏警世意義，故該曲至今仍舊在香港流行不衰。此曲更是第三届十大中文金曲（香港電台主辦）之一。

## 外部連結
- 浮生六劫演員及幕後工作人員名單
- 【鴻鵠志】麥當雄慧眼識「演員」 張國榮演活《浮生六劫》貴公子